# لاسلو بانهیدی
لاسلو بانهیدی (مجاری: László Bánhidi؛ ‏ ۱۱ مارس ۱۹۰۶ – ۱۲ نوامبر ۱۹۸۴) بازیگر اهل مجارستان بود.
از فیلم‌ها یا مجموعه‌های تلویزیونی که وی در آن نقش داشته‌است، می‌توان به تیلز، بلای جان گربه‌ها، خانم صاحبخانه هم روابط عاشقانه دارد و دیروز اشاره کرد.